# Liste von Viereckschanzen in Bayern
Diese Liste von Viereckschanzen in Bayern beinhaltet Viereckschanzen, die sich auf dem Gebiet des Freistaates Bayern befinden. Dort hat sich mit etwa 170 derzeit bekannten und im Gelände sichtbaren Anlagen der umfangreichste Bestand an spätkeltischen Viereckschanzen in Mitteleuropa erhalten. Die Bodendenkmäler, die durchgehend in die späte Latènezeit datiert werden, sind überwiegend nur unzureichend archäologisch erforscht.
Die ursprüngliche Zweckbestimmung der rechteckigen oder annähernd quadratischen Erdwerke ist umstritten. Möglicherweise handelt es sich teilweise um die umwallten Hofanlagen wohlhabender Bauern, andere Schanzen scheinen als Heiligtümer oder Kultplätze genutzt worden zu sein.
Das vorliegende Verzeichnis orientiert sich am 2007 erschienenen Atlas der spätkeltischen Viereckschanzen in Bayern (Textband) von Klaus Schwarz. Der zugehörige Atlasband ist bereits 1959 erschienen, die dortige Auflistung verzeichnet deshalb die Bodendenkmäler unter den bis zur Gebietsreform von 1972 bestehenden Altkreisen. Die Liste hier ist den heutigen Landkreisen und Regierungsbezirken zugeordnet. Die Denkmalnummern sind aus dem Bayerischen Denkmal-Atlas
entnommen.
Die Luftbildarchäologie konnte neben den aufgelisteten, noch in Resten oder vollständig erhaltenen Geländedenkmälern mittlerweile etwa 110 weitere, verebnete oder überbaute Schanzen nachweisen.

## Oberbayern

### Landkreis Altötting
- Biburg (Gemeinde Kirchweidach, vormals Neukirchen a. d. Alz), Denkmalnummer D-1-7841-0058
- Höresham (Gemeinde Burgkirchen an der Alz, vormals Gufflham), D-1-7842-0010
- Wald a. d. Alz (Gemeinde Garching an der Alz), D-1-7841-0027

### Landkreis Berchtesgadener Land
- Schwarzbach (Stadt Bad Reichenhall), D-1-8243-0109 und D-1-8243-0110, zwei Schanzen der frühen Neuzeit. Sie gehören zu einem System von insgesamt fünf Schanzen („Redouten“), drei davon auf österreichischem Gebiet.[2]
- Biburg (Gemeinde Leobendorf, Ortsteil der Stadt Laufen (Salzach))

### Landkreis Dachau
- Arnzell (Gemeinde Markt Indersdorf), Denkmalnummer D-1-7633-0019
- Schwabhausen, D-1-7634-0050

### Landkreis Ebersberg
- Aitersteinering (Gemeinde Forstinning), D-1-7837-0029, verebnet
- Alxing (Gemeinde Bruck), D-1-7937-0012
- Forstinning (zwischen Wagmühle/Berg), D-1-7837-0078, verebnet

### Landkreis Eichstätt
- Biber (Gemeinde Altmannstein, vormals Mendorf), Denkmalnummer D-1-7135-0156
- Biberg-Ost (Gemeinde Kipfenberg), D-1-7134-0098
- Biberg-Süd (Gemeinde Kipfenberg), D-1-7134-0099
- Böhmfeld-Nord, D-1-7134-0277
- Böhmfeld-Nordost, D-1-7134-0278
- Egweil (verebnet)
- Ensfeld (Gemeinde Mörnsheim), D-1-7132-0089
- Hofstetten (Gemeinde Hitzhofen), D-1-7133-0350
- Imbath (Gemeinde Mindelstetten), D-1-7136-0251
- Kasing (Gemeinde Kösching), D-1-7135-0103
- Lobsing (Gemeinde Pförring), D-1-7136-0111
- Neuhau (Gemeinde Stammham), D-1-7134-0311
- Pondorf (Gemeinde Altmannstein), D-1-7035-0010
- Schelldorf (Gemeinde Kipfenberg), D-1-7134-0103
- Schwabstetten-Nordost (Gemeinde Altmannstein, vormals Hagenhill), D-1-7136-0007
- Schwabstetten-Süd (Gemeinde Altmannstein, vormals Hagenhill), D-1-7136-0008

### Landkreis Erding
- Fendsbach (Gemeinde Pastetten), Denkmalnummer D-1-7737-0366
- Kirchötting (Gemeinde Wörth), D-1-7737-0055
- Lieberharting (Gemeinde Ottenhofen), D-1-7737-0043
- Neufahrn-Urtl (Gemeinde Walpertskirchen), D-1-7737-0051
- Neufahrn-Urtl-Nordost (Gemeinde Walpertskirchen), D-1-7737-0052
- Oberschwillach-Nordost (Gemeinde Pastetten), D-1-7737-0046, weitgehend verebnet
- Oberschwillach-Südost (Gemeinde Pastetten), D-1-7737-0049, verebnet
- Papferding (Gemeinde Bockhorn), D-1-7737-0002, verebnet
- Teufstetten-Nord (Gemeinde Wörth), D-1-7737-0061, verebnet
- Teufstetten-Nordost (Gemeinde Wörth), D-1-7737-0062, verebnet
- Teufstetten Ost (Gemeinde Wörth), D-1-7737-0066, verebnet

### Landkreis Fürstenfeldbruck
- Biburg (Gemeinde Alling), Denkmalnummer D-1-7833-0175, verebnet
- Jesenwang-Süd, D-1-7832-0254
- Jesenwang-West, D-1-7832-0137, verebnet
- Hohenzell (Gemeinde Moorenweis), D-1-7832-0034
- Holzhausen, D-1-7833-0081
- Moorenweis-Ost, D-1-7832-0138, verebnet
- Moorenweis-Nordost, D-1-7832-0149
- Schöngeising-Süd, D-1-7833-0159
- Schöngeising-Südost D-1-7833-0024

### Landkreis Landsberg am Lech
- Asch (Gemeinde Fuchstal), Denkmalnummer D-1-8030-0005
- Entraching (Gemeinde Finning), D-1-7932-0013
- Leeder (Gemeinde Fuchstal), D-1-8030-0007
- Reichlingsried (Gemeinde Reichling), D-1-8031-0041
- Utting, D-1-7932-0035

### Landkreis Mühldorf a. Inn
- Maxing (Gemeinde Erharting), D-1-7741-0043
- Mößling, D-1-7741-0054

### Landkreis München
- Deisenhofen-West (Gemeinde Oberhaching), Denkmalnummer D-1-7935-0044
- Deisenhofen-Süd (Gemeinde Oberhaching), D-1-7935-0043, Mehrfachschanze
- Deisenhofen-Ost (Gemeinde Oberhaching), D-1-7935-0042, Mehrfachschanze
- Holzhausen-Ost (Gemeinde Straßlach-Dingharting), D-1-8035-0021
- Holzhausen-West (Gemeinde Straßlach-Dingharting), D-1-8035-0022
- Kreuzpullach (Gemeinde Oberhaching), D-1-8035-0036
- Laufzorn (Gemeinde Oberhaching), D-1-7935-0267
- Oberbiberg (Gemeinde Oberhaching), D-1-8035-0037
- Unterbiberg (Gemeinde Neubiberg), D-1-7935-0251, verebnet

### Stadt München
- Aubing-West, Denkmalnummer D-1-7834-0388
- Aubing-Nordwest, D-1-7834-0045
- Perlach, D-1-7935-0112, (verebnet, durch Bepflanzung markiert)

### Landkreis Pfaffenhofen a. d. Ilm
- Manching-Süd, D-1-7334-0146
- Manching-Ost, D-1-7235-0428, verebnet
- Manching-Westenhausen, D-1-7235-0410
- Winden b. Scheyern, D-1-7534-0135

### Landkreis Rosenheim
- Obersteppach (Gemeinde Edling, vormals Steppach), D-1-7938-0055

### Landkreis Starnberg
- Buchendorf (Gemeinde Gauting), D-1-7934-0013
- Steinlach-Nordwest (Gemeinde Gilching), D-1-7833-0225
- Steinlach-West (Gemeinde Gilching), D-1-7833-0226
- Burgstall Lachen in Utting, D-1-7932-0035

### Landkreis Traunstein
- Biburg-Hausstätt (Gemeinde Otting), D-1-8042-0069
- Petting, D-1-8042-0028
- Sondermoning (Gemeinde Nußdorf), D-1-8041-0057
- Truchtlaching (Gemeinde Seeon-Seebruck), D-1-8040-0042

### Landkreis Bad Tölz-Wolfratshausen
- Deining (Gemeinde Egling), Denkmalnummer D-1-8034-0007
- Egling, D-1-8034-0001
- Endlhausen (Gemeinde Egling), D-1-8035-0008
- Großeichenhausen (Gemeinde Sauerlach), D-1-8035-0030
- Moosham (Gemeinde Egling), D-1-8035-0018
- Neufahrn (Gemeinde Egling), D-1-8034-0014
- Riedhof (Gemeinde Egling), D-1-8034-0002

## Niederbayern

### Landkreis Deggendorf
- Loh (Gemeinde Stephansposching), D-2-7142-0031

### Landkreis Dingolfing-Landau
- Adldorf (Gemeinde Eichendorf), D-2-7343-0006, verebnet
- Biberg (Gemeinde Landau an der Isar, vormals Frammering), D-2-7342-0119, verebnete Doppelschanze
- Biberg (Gemeinde Reisbach, vormals Haberskirchen), D-2-7541-0002, verebnet
- Dornach (Gemeinde Eichendorf), D-2-7342-0194
- Hartkirchen (Gemeinde Eichendorf), D-2-7343-0010, verebnet

### Landkreis Kelheim
- Berghausen (Gemeinde Aiglsbach), D-2-7236-0006, verebnet
- Berghausen-Nordost (Gemeinde Aiglsbach), D-2-7236-0005
- Dünzling-Nord (Gemeinde Bad Abbach), D-2-7138-0155, verebnet
- Dünzling-West (Gemeinde Bad Abbach), D-2-7138-0156, verebnet
- Einmuß, D-2-7137-0209, verebnet
- Einmuß-Kleinberghofen-Nordost (Gemeinde Saal an der Donau), D-2-7137-0133
- Einmuß-Kleinberghofen-Nord, D-2-7137-0154, verebnet
- Holzharlanden-Nord (Buchhof) (Gemeinde Abensberg), D-2-7136-0012, verebnet
- Holzharlanden-Ost, D-2-7137-0049, verebnet
- Kelheim, D-2-7037-0198, weitgehend zerstört
- Niederleierndorf (Gemeinde Langquaid), D-2-7138-0085
- Niederleierndorf (Gemeinde Langquaid), D-2-7138-0086
- Radertshausen (frühere Gemeinde Oberpindhart, heute zu Aiglsbach), D-2-7336-0010, weitgehend zerstört
- Sandelzhausen, D-2-7336-0156, verebnete frühmittelalterliche Wallanlage
- Unterschambach (Gemeinde Saal a. d. Donau, vormals Einmuß), D-2-7137-0159

### Landkreis Landshut
- Appersdorf (Gemeinde Tiefenbach), D-2-7538-0221
- Biberg (Gemeinde Hohenthann), D-2-7338-0069, weitgehend verebnet
- Gleißenbach (Gemeinde Tiefenbach, Ortsteil Badhaus-Ast), D-2-7538-0204, verebnet
- Moosthann-Süd (Gemeinde Postau), D-2-7339-0164
- Moosthann-Südsüd (Gemeinde Postau), D-2-7339-0165
- Oberlauterbach (Gemeinde Pfeffenhausen), D-2-7237-0121
- Schaltdorf (Gemeinde Rottenburg, Pattendorf), D-2-7238-0123, weitgehend verebnet
- Steinzell (Gemeinde Eching, vormals Viecht), D-2-7538-0173

### Landkreis Passau
- Beutelsbach, D-2-7444-0024
- Biberg (Gemeinde Malching), D-2-7645-0111, weitgehend verebnet
- Bibing (Gemeinde Fürstenzell vormals Höhenstadt), D-2-7445-0001, verebnet
- Dorfbach-West (Gemeinde Ortenburg, Gemarkung Königbach), D-2-7445-0040, verebnet
- Dorfbach-Südwest (Gemeinde Ortenburg, Gemarkung Königbach), D-2-7445-0039, teilweise verebnet
- Maierhof (Gemeinde Ruhstorf, vormals Gemeinde Schmidham), D-2-7545-0068, verebnet
- Neuburg am Inn, D-2-7446-0104, „Alte Schanze“
- Pörndorf (Gemeinde Aldersbach), D-2-7443-0001
- Schmidham (Gemeinde Ruhstorf a. d. Rott), D-2-7545-0069, verebnet

### Landkreis Rottal-Inn
- Biberg (Gemeinde Wittibreut), D-2-7644-0020, verebnet
- Oberlehen (Gemeinde Hebertsfelden), D-2-7542-0020, verebnet
- Obertrennbach (Gemeinde Gangkofen) D-2-7541-0016
- Sankt Georgen (Gemeinde Dietersburg), D-2-7443-0028 verebnet
- Sulzbach (Gemeinde Falkenbert, vormals Zell/Eggenfelden), D-2-7542-0016, „Das Gföhret“
- Wiedmais-Ost (Gemeinde Arnstorf, vormals Mitterhausen/Eggenfelden), D-2-7443-0014
- Wiedmais-West (Gemeinde Arnstorf, vormals Mitterhausen/Eggenfelden), D-2-7443-0015, verebnet

### Landkreis Straubing-Bogen
- Aholfing, D-2-7040-0039, verebnet
- Bogenberg (Gemeinde Bogen), D-2-7142-0172, Burgstall oder Schanze
- Gingkofen, (Gemeinde Geiselhöring, vormals Hainsbach), D-2-7240-0082
- Gingkofen, (Gemeinde Geiselhöring, vormals Hainsbach), D-2-7240-0083
- Hailing (Gemeinde Leiblfing), D-2-7241-0109, verebnet
- Oberpiebing (Gemeinde Salching), D-2-7241-0181, verebnet
- Oberpiebing (Gemeinde Salching), D-2-7241-0181, verebnet
- Pönning (Gemeinde Geiselhöring), D-2-7140-0111, verebnet
- Sallach (Gemeinde Geiselhöring), D-2-7140-0122, Mehrfachschanze
- Sallach (Gemeinde Geiselhöring), D-2-7240-0085
- Radldorf (Gemeinde Perkam), D-2-7140-0183, verebnet
- Schnatting (Gemeinde Reißing), D-2-7241-0193, weitgehend verebnet

## Oberpfalz

### Landkreis Cham
- Nößwartling (Gemeinde Arnschwang), D-3-6742-0032

### Landkreis Neumarkt
- Berngau, D-3-6734-0001
- Lauterhofen, D-3-6635-0021

### Landkreis Regensburg
- Haag (Gemeinde Hemau, vormals Landkreis Parsberg), D-3-6936-0015
- Hagelstadt, D-3-7139-0020
- Pellndorf (Gemeinde Hemau, vormals Landkreis Parsberg), D-3-6936-0010
- Poign-Nord (Gemeinde Pentling), D-3-7038-0067, verebnet
- Poign-West (Gemeinde Pentling), D-3-7038-0064
- Buchhausen (Gemeinde Schierling), D-3-7139-0001
- Schönach (Gemeinde Mötzing), D-3-7040-0135, Frühneuzeitliche Schanze

## Mittelfranken

### Landkreis Ansbach
- Arberg, D-5-6829-0036
- Burgstallhof (Gemeinde Wilburgstetten, vormals Wittenbach), D-5-7028-0143
- Eybburg (Gemeinde Arberg, vormals Kleinlellenfeld), D-5-6829-0038
- Fürnheim (Gemeinde Wassertrüdingen), D-5-6929-0033
- Heide-Forst (Ausmärk. Staatsforstdistrikt Heide), D-7-7029-0001
- Ohrenbach, D-5-6527-0102
- Weiltingen, D-5-6928-0056

### Landkreis Erlangen-Höchstadt (vorher Höchstadt an der Aisch)
- Nainsdorf (Gemeinde Aisch)

### Landkreis Neustadt an der Aisch-Bad Windsheim
- Bucher-Forst (Ausmärk. Staatsforstdistrikt Buchholz), D-5-6527-0074
- Custenlohr (Gemeinde Uffenheim, vormals Landkreis Uffenheim), D-5-6427-0102

### Landkreis Nürnberger Land
- Rothenberg (Markt Schnaittach), D-5-6434-0127

### Landkreis Roth, Mittelfranken
- Heideck, OT Laibstadt, D-5-6932-0002
- Thalmässing, OT Ohlangen, D-5-6933-0091
- Thalmässing, OT Eysölden, D-5-6933-0295

### Landkreis Weißenburg-Gunzenhausen
- Pleinfeld ▼, D-5-6932-0048, Metallzeitliche Wallanlage

## Unterfranken

### Landkreis Kitzingen
- Bimbach (Gemeinde Prichsenstadt, vormals Gerolzhofen), D-6-6128-0027
- Repperndorf (Gemeinde Kitzingen), D-6-6226-0244
- Willanzheim, D-6-6327-0066, Jüngerlatènezeitliche Viereckschanze „Pfaffenburg“

### Landkreis Würzburg
- Aufstetten (Gemeinde Röttlingen), D-6-6425-0070
- Baldersheim (Gemeinde Aub), D-6-6426-0022
- Bütthard-West, D-6-6425-0015
- Bütthard-Süd, D-6-6425-0016
- Goßmannsdorf a. Main (Gemeinde Ochsenfurt), D-6-6326-0167, verebnet
- Stalldorf-Nordwest (Gemeinde Riedenheim), D-6-6425-0057
- Stalldorf-West (Gemeinde Riedenheim), D-6-6425-0058

## Schwaben

### Landkreis Aichach-Friedberg
- Bachern (Gemeinde Friedberg), D-7-7632-0031
- Burgadelzhausen, Eurasburger Forst (Ausmärk. Staatsforstdistrikt Eurasburg), D-7-7632-0020
- Steindorf, D-7-7732-0008

### Landkreis Augsburg
- Brennburg-Willmatshofen (Gemeinde Fischach), Denkmalnummer D-7-7729-0013
- Heretsried, D-7-7530-0009
- Peterhof (Gersthofen), D-7-7530-0044
- Reutern (Gemeinde Welden), D-7-7529-0020
- Schwabegg (Gemeinde Schwabmünchen), D-7-7830-0027

### Landkreis Dillingen a. d. Donau
- Binswangen (Gemeinde Zusamaltheim), D-7-7429-0037
- Haunsheim, D-7-7428-0291
- Oberglauheim (Gemeinde Höchstädt a.d.Donau), D-7-7329-0105
- Pfaffenhofen an der Zusam (Gemeinde Buttenwiesen), D-7-7330-0019, Römisches Kastell
- Unterbechingen (Gemeinde Haunsheim), D-7-7327-0090
- Untermedlingen (Gemeinde Medlingen), D-7-7427-0013
- Zusamaltheim, D-7-7429-0037

### Landkreis Donau-Ries
- Amerdingen, D-7-7228-0068
- Dornstadt-Linkersbaindt-Forst (Ausmärk. Forstdistrikt), D-7-7029-0001
- Graisbach (Gemeinde Marxheim), D-7-7231-0037
- Kölburg (Gemeinde Monheim), D-7-7131-0068
- Otting, D-7-7130-0037
- Weilheim (Gemeinde Monheim), D-7-7131-0005
- Wittesheim (Gemeinde Monheim), D-7-7131-0011

### Landkreis Günzburg
- Breitenthal, D-7-7727-0003
- Burtenbach, D-7-7628-0027
- Burtenbach, D-7-7629-0072
- Deisenhausen, D-7-7728-0002
- Ebersbach (Gemeinde Kötz, „Jodelholz“), D-7-7528-0067
- Großkötz (Gemeinde Kötz, „Rußbaumholz“), D-7-7527-0057
- Kleinkötz (Gemeinde Kötz, „Am Firmet“), D-7-7527-0071
- Krumbach, D-7-7728-0011
- Krumbach, D-7-7728-0010
- Limbach (Burgau) (Stadt Burgau) bzw. Leinheim (Stadt Günzburg), D-7-7527-0094
- Wettenhausen (Gemeinde Kammeltal), D-7-7628-0003
- Waltenberg (Gemeinde Ebershausen, vormals Seifertshofen) D-7-7727-0020
- Waltenhausen, D-7-7827-0022

### Landkreis Neu-Ulm
- Osterberg, D-7-7827-0029
- Raunertshofen (Gemeinde Pfaffenhofen an der Roth), D-7-7627-0037

### Landkreis Ostallgäu
- Eurishofen (Gemeinde Jengen), D-7-8030-0082
- Frankenhofen (Gemeinde Kaltental), D-7-8130-0008
- Gerbishofen (Gemeinde Kaltental), D-7-8030-0027

### Landkreis Unterallgäu
- Dirlewang, D-7-8028-0003
- Kettershausen, D-7-7827-0006
- Olgishofen (Gemeinde Kirchhaslach), D-7-7827-0002
- Türkheim, D-7-7929-0032
- Unterrammingen (Gemeinde Rammingen), D-7-7929-0046